# Chư Sê (huyện)
Chư Sê là một huyện cũ nằm ở phía nam tỉnh Gia Lai, Việt Nam.

## Địa lý
Huyện Chư Sê nằm ở phía nam tỉnh Gia Lai có vị trí địa lý:
- Phía đông giáp huyện Mang Yang
- Phía đông nam giáp huyện Phú Thiện
- Phía tây giáp huyện Chư Prông
- Phía nam giáp huyện Chư Pưh
- Phía bắc giáp huyện Đak Đoa.

Chư Sê cách Pleiku 36 km về phía bắc. Quốc lộ 14 nối ngã ba Chư Sê với Đăk Lăk, Đăk Nông, Bình Phước, Bình Dương và Thành phố Hồ Chí Minh. Từ ngã ba Chư Sê cũng có thể đi theo Tỉnh lộ 7 (nay là quốc lộ 25) đến thành phố Tuy Hòa, tỉnh Phú Yên.
Huyện Chư Sê có diện tích tự nhiên 643 km². Dân số năm 2021 là 123.962 người.

## Hành chính
Huyện Chư Sê có 15 đơn vị hành chính cấp xã trực thuộc, bao gồm thị trấn Chư Sê (huyện lỵ) và 14 xã: Al Bá, Ayun, Bar Măih, Bờ Ngoong, Chư Pơng, Dun, Hbông, Ia Blang, Ia Glai, Ia Hlốp, Ia Ko, Ia Pal, Ia Tiêm, Kông Htok.

## Lịch sử
Ngày 17 tháng 8 năm 1981, thành lập huyện Chư Sê trên cơ sở 5 xã: Ia Tiêm, Bờ Ngoong, Al Bá, HBông, Dun thuộc huyện Mang Yang và 7 xã: Ia Glai, Ia HLố, Ia Blang, Ia Hrú, Ia Ko, Ia Le, Nhơn Hòa thuộc huyện Chư Prông.
Khi mới thành lập, huyện Chư Sê thuộc tỉnh Gia Lai - Kon Tum, gồm 12 xã: Al Bá, Bờ Ngoong, Dun (trụ sở của huyện), HBông, Ia Blang, Ia Glai, Ia HLốp, Ia Hrú, Ia Ko, Ia Le, Ia Tiêm]] và Nhơn Hòa.
Ngày 30 tháng 5 năm 1988, tách các làng: Tiền Phong 1, Tiền Phong 2, Tiền Phong 3, Glan, Kê, Ngo, Ser của xã Ia Blang và các làng: Mỹ Thạch 1, Mỹ Thạch 2, Quốc lộ 25, Tốt Hangring, Tốt Dun Pêu của xã Dun để thành lập thị trấn Chư Sê (thị trấn huyện lỵ).
Ngày 12 tháng 8 năm 1991, khi tỉnh Gia Lai được tái lập thì huyện Chư Sê thuộc tỉnh Gia Lai.
Ngày 29 tháng 8 năm 1994, thành lập xã Ayun trên cơ sở một phần diện tích tự nhiên và dân số của xã Al Bá.
Ngày 9 tháng 11 năm 2000, Chính phủ ban hành Nghị định 67/2000/NĐ-CP. Theo đó:
- Thành lập xã Ia Phang trên cơ sở 12.710,5 ha diện tích tự nhiên và 5.214 nhân khẩu của xã Nhơn Hoà;
- Thành lập xã Ia Dreng trên cơ sở 2.351,7 ha diện tích tự nhiên và 2.486 nhân khẩu của xã Ia Hrú.

Ngày 16 tháng 2 năm 2005, Chính phủ ban hành nghị định 17/2005/NĐ-CP. Theo đó: 
- Thành lập xã Ia Hla trên cơ sở 12.447 ha diện tích tự nhiên và 2.283 nhân khẩu của xã Ia Ko;
- Thành lập xã Bar Măih trên cơ sở 4.761 ha diện tích tự nhiên và 3.866 nhân khẩu của xã Bờ Ngoong;
- Thành lập xã Chư Pơng trên cơ sở 3.937,50 ha diện tích tự nhiên và 2.872 nhân khẩu của xã Ia Tiêm.

Ngày 21 tháng 4 năm 2006, thành lập xã Ia Blứ trên cơ sở 19.114,50 ha diện tích tự nhiên và 4.688 nhân khẩu của xã Ia Le.
Ngày 17 tháng 4 năm 2008, Chính phủ ban hành nghị định 46/2008/NĐ-CP. Theo đó: 
- Thành lập thị trấn Nhơn Hòa trên cơ sở điều chỉnh 2.100 ha diện tích tự nhiên và 10.500 nhân khẩu của xã Nhơn Hòa;
- Xã Nhơn Hòa (sau khi đổi tên thành xã Chư Don) còn lại 3.889,50 ha diện tích tự nhiên và 1.840 nhân khẩu.

Như vậy, tính đến cuối năm 2008, huyện Chư Sê có 21 đơn vị hành chính cấp xã, bao gồm 2 thị trấn: Chư Sê, Nhơn Hòa và 19 xã: Al Bá, Ayun, Bar Măih, Bờ Ngoong, Chư Don, Chư Pơng, Dun, HBông, Ia Blang, Ia Blứ, Ia Dreng, Ia Glai, Ia Hla, Ia HLốp, Ia Hrú, Ia Ko, Ia Le, Ia Phang, Ia Tiêm.
Ngày 27 tháng 8 năm 2009, Chính phủ ban hành nghị quyết 43/NQ-CP. Theo đó:
- Thành lập xã Ia Rong trên cơ sở điều chỉnh 2.311,18 ha diện tích tự nhiên và 4.518 nhân khẩu của xã Ia Hrú, Xã Ia Rong có 2.311,18 ha diện tích tự nhiên và 4.518 nhân khẩu.
- Thành lập xã Ia Pal trên cơ sở điều chỉnh 2.273,28 ha diện tích tự nhiên và 4.755 nhân khẩu của xã Dun, Xã Ia Pal có 2.273,28 ha diện tích tự nhiên và 4.755 nhân khẩu.
- Thành lập xã Kông HTok trên cơ sở điều chỉnh 1.107,9 ha diện tích tự nhiên và 908 nhân khẩu của xã Dun, 1.721,84 ha diện tích tự nhiên và 3.404 nhân khẩu của xã Al Bá. Xã Kông HTok có 2.829,74 ha diện tích tự nhiên và 4.312 nhân khẩu.
- Sau khi điều chỉnh địa giới hành chính:
  - Xã Ia Hrú còn lại 3.951,31 ha diện tích tự nhiên và 7.199 nhân khẩu.
  - Xã Dun còn lại 1.993,64 ha diện tích tự nhiên và 3.462 nhân khẩu.
  - Xã Al Bá còn lại 2.969 ha diện tích tự nhiên và 5.011 nhân khẩu.
- Thành lập huyện Chư Pưh trên cơ sở điều chỉnh 71.695,02 ha diện tích tự nhiên và 54.890 nhân khẩu của huyện Chư Sê (bao gồm toàn bộ diện tích tự nhiên và nhân khẩu của các xã: Ia Le, Ia BLứ, Ia Phang, Chư Don, Ia Dreng, Ia Hla, Ia Hrú, Ia Rong và thị trấn Nhơn Hòa).

Huyện Chư Pưh có 71.695,02 ha diện tích tự nhiên và 54.890 nhân khẩu; có 9 đơn vị hành chính trực thuộc, bao gồm 8 xã: Ia Le, Ia Blứ, Ia Phang, Chư Don, Ia Dreng, Ia Hla, Ia Hrú, Ia Rong và thị trấn Nhơn Hòa.
Ngày 12 tháng 2 năm 2015, Bộ Xây dựng công nhận thị trấn Chư Sê là đô thị loại IV.

## Kinh tế
Tốc độ tăng trưởng kinh tế của huyện tăng lên nhanh chóng: giai đoạn 1981 – 1990 chỉ đạt 4,6% và giai đoạn 2005 – 2009 đã đạt trên 14%. Cơ cấu kinh tế chuyển dịch theo hướng tiến bộ. Đến nay, các khu vực: nông nghiệp giảm còn 45%, công nghiệp xây dựng tăng lên 30%, thương mại - dịch vụ 25%. Thu nhập GDP bình quân đầu người: năm 1981 là 45 USD và năm 2009 là 532 USD.
Tỷ lệ hộ đói nghèo giảm từ 80,5% năm 1981 đến cuối năm 2008 còn 14,2%.
Thu ngân sách trên địa bàn hàng năm từ 80 tỷ đồng đến 110 tỷ đồng, đứng thứ 2 trong tỉnh.
Huyện có trồng các cây công nghiệp, bao gồm 12.000 ha cà phê, 20.000 ha cao su, hồ tiêu kinh doanh 4.000 ha, 2000 ha bông và một số cây trồng ngắn ngày như đậu đỗ các loại, ngô khoai, lương thực, thực phẩm.
Dự kiến đến năm 2015, huyện sẽ phát triển thêm một số loại cây công nghiệp mang tính chiến lược khác như: Ca cao, ca ri, thuốc lá,...

## Văn hóa - Du lịch

### Du lịch
Thác Phú Cường là thác thuộc xã Dun cách thành phố Pleiku khoảng 45 km về phía Tây Nam, thác có độ cao cột nước khoảng 45 m, đã từ lâu thác Phú Cường được nhiều người biết đến bởi vẻ đẹp tự nhiên, thảm thực vật xanh tốt, nằm trên dòng chảy suối La Peet (hoặc suối Pă Pết - đọc là  Pa Pết  là tên gọi của dân cư Làng Pa Pết,xã Bờ Ngoong, xã Chư Pơng và lân cận) đổ ra sông Ayun về hạ nguồn xuống hồ Ayun Hạ. Khu vực thác Phú Cường đang được ngành du lịch lập quy hoạch chi tiết cho phát triển du lịch.Ngoài ra, huyện Chư Sê còn có Công viên Văn Hóa Kpă Klơng, Công viên Phạm Văn Đồng, Ruộng bậc thang Chư Sê trên địa bàn xã Dun và Thác Đình Nhiên nằm trên dòng chảy sông Ayun này